# Кочарян, Арам Владимирович
Ара́м Влади́мирович Кочаря́н (арм. Արամ Վլադիմիրի Քոչարյան; 14 ноября 1952, Кировакан, Армянская ССР — 24 августа 2022) — армянский государственный деятель. С 1998 года являлся членом партии РПА. В декабре 2006 года назначен губернатором Лорийской области, с января 2007 года являлся председателем совета лорийской областной организации.

## Биография
- 1975—1979 — Армянский государственный педагогический институт им. Х. Абовяна. Награждён грамотой премьер-министра (2002).
- 1968—1975 — работал в Кироваканском стройремонтном тресте № 3 рабочим.
- 1972—1974 — служил в советской армии.
- 1979—1985 — работал в Кироваканском устройствостроительном техникуме учителем истории, обществоведения.
- 1985—1991 — инструктор, начальник отделения Гугаркского областного совета КПА.
- 1991—1996 — начальник отделения народного образования Гугаркского областного совета КПА.
- 1996—1997 — работал в Ванадзорском ПО «Хац» заместителем главного директора.
- 1997—2005 — начальник управления образования Лорийского муниципалитета.
- 1999—2005 — заместитель губернатора Лорийской области.
- 2005—2006 — заместитель председателя государственного фонда социального страхования Армении.
- С декабря 2006 — губернатор Лорийской области, а с января 2007 года — председатель совета лорийской областной организации. Член «РПА» (с 1998 года).